# بلودجت (میسوری)
بلودجت (به انگلیسی: Blodgett) یک روستا (ایالات متحده آمریکا) در ایالات متحده آمریکا است که در شهرستان اسکات، میزوری واقع شده‌است.
 بلودجت ۰٫۳۴ کیلومتر مربع مساحت و ۲۱۳ نفر جمعیت دارد و ۹۹ متر بالاتر از سطح دریا واقع شده‌است.